# Otto Weis
Otto Weis, auch Otto Weiß, (* 30. Dezember 1880 in Wiesbaden † nach 1942) war ein deutscher Architekt. Sein bedeutendstes Bauwerk ist das zusammen mit Rudolf Gleye geplante und 1928 vollendete Stadtbad Lichtenberg, das heute unter Denkmalschutz steht.

## Leben
Nach der Ausbildung zog Otto Weis nach Friedrichsfelde bei Berlin und bekam eine Anstellung in der Gemeinde Lichtenberg. Seine Wohnung nahm er im Haus Wilhelmstraße 4 (ab 1976 Alfred-Kowalke-Straße). Ab 1920 war er Magistratsbaurat in der neu geschaffenen Lichtenberger Bezirksverwaltung. Um 1932 zog er um nach Karlshorst, Frankestraße 37 (seit 1976 Rudolf-Grosse-Straße). Zwei Jahre später wohnte er im Haus Gundelfinger Straße 29}, einem dreigeschossigen Wohntrakt. Er wurde zum Oberbaurat ernannt.
Otto Weis muss nach 1942 gestorben sein, denn das letzte online verfügbare Adressbuch für das Jahr 1943 nennt ihn noch in Karlshorst.
Bisher konnten noch keine weiteren von ihm erschaffenen Bauwerke ermittelt werden (Stand April 2019).